# オンボロ人生
『オンボロ人生』（オンボロじんせい）は、加藤芳郎による日本の漫画作品、およびそれを原作とした映画作品（1958年公開）、その映画の主題歌（歌：小坂一也）、テレビドラマ作品。『サンデー毎日』（毎日新聞社）にて1954年-1960年にかけて連載された。ここではテレビドラマ版をとりあげる。

## 概要
廃品回収業を営む父親と子を中心に、オンボロ部落に集まる人々の人間模様をコメディタッチに描いている。

## ストーリー
廃品回収業を営む頓吉・太郎（実際は女の子）親子は以前住んでた街から追い出され、オンボロ部落といわれる風変わりだが、どこか憎めない人たちが集まる街へ越してきたところから始まる。

## エピソード
主人公・頓吉の子供、太郎（本名は花子）役は映画版では宮城まり子が抜擢されたことで知られているが、テレビ版では誰を起用するか迷っていたところ宮城にそっくりな容姿を持ち、しかも歌も歌え、芝居も出来るということで、東京映画第一期生でありまだ新人だった若狭かほるが急遽抜擢された経緯がある。

## 放送期間
- 1959年4月12日～1959年7月26日フジテレビで放送。

## 放送時間
- 日曜12:15 - 12:45（JST）

## 出演
- 頓吉・益田喜頓
- 太郎（花子）若狭かほる
- ブルジョア・田中明夫
- 兄貴・佐山俊二
- 三公・谷幹一
- ゴミ箱評論家・玉川伊佐男
- グラマー・富永美沙子

## サブタイトル
| 回 | 放送日 （1959年） | サブタイトル         |
| -- | ----------------- | -------------------- |
| 1  | 4月12日           | 俺たちは狼じゃない   |
| 2  | 4月19日           | あほだら子守唄       |
| 3  | 4月26日           | 用心棒は不用心       |
| 4  | 5月3日            | 恋のサンドイッチ     |
| 5  | 5月10日           | 明治二重奏           |
| 6  | 5月17日           | 運命よ！こんにちは   |
| 7  | 5月24日           | 東京よいとこ         |
| 8  | 5月31日           | 雨に唄えば           |
| 9  | 6月7日            | 億万長者の遺産       |
| 10 | 6月14日           | （不明）             |
| 11 | 6月21日           | オンボロインテリの巻 |
| 12 | 6月28日           | オンボロスターの巻   |
| 13 | 7月5日            | 移転オンボロの巻     |
| 14 | 7月12日           | オンボロパリ祭の巻   |
| 15 | 7月19日           | 夏まけオンボロ       |
| 16 | 7月26日           | オンボロ夏祭の巻     |

（参考：『読売新聞・縮刷版』読売新聞社、1959年4月12日 - 同年7月26日。ラジオ・テレビ欄）
| フジテレビ 日曜12:15 - 12:45枠 | フジテレビ 日曜12:15 - 12:45枠 | フジテレビ 日曜12:15 - 12:45枠 |
| 前番組                         | 番組名                         | 次番組                         |
| ------------------------------ | ------------------------------ | ------------------------------ |
| （開局前） ↓ 単発コメディ      | オンボロ人生                   | 密林の少女 ↓ 月ロケットX・M    |